# Oksiutycze
Oksiutycze [pronunciación en polaco: /ɔkɕuˈtɨt͡ʂɛ/] es un pueblo en el distrito administrativo de Gmina Mielnik, dentro del Distrito de Siemiatycze, Voivodato de Podlaquia, en el noreste de Polonia, cercano a la frontera con Bielorrusia. Se encuentra aproximadamente 11 kilómetros al noroeste de Mielnik, 9 kilómetros al este de Siemiatycze, y 79 kilómetros al sur de la capital regional, Białystok.